# Snowboard-Weltcup 1999/2000
Der FIS Snowboard-Weltcup 1999/2000 begann am 27. November 1999 im französischen Tignes und endete am 18. März 2000 im italienischen Livigno. Bei den Männern und Frauen wurden jeweils 41 Wettbewerbe ausgetragen. Die Gesamtweltcups sicherten sich der Franzose Mathieu Bozzetto und die Österreicherin Manuela Riegler.

## Männer

### Podestplätze
- GS = Riesenslalom
- PGS = Parallel-Riesenslalom
- PSL = Parallel-Slalom
- SBX = Snowboardcross
- HP = Halfpipe

| Nr. | Datum             | Austragungsort       | Disziplin | Sieger              | Zweiter             | Dritter             |
| --- | ----------------- | -------------------- | --------- | ------------------- | ------------------- | ------------------- |
| 1.  | 27. November 1999 | Tignes               | GS        | Stefan Kaltschütz   | Markus Ebner        | Maxence Idesheim    |
| 2.  | 28. November 1999 | Tignes               | HP        | Rob Kingwill        | Tommy Czeschin      | Sébastien Vassoney  |
| 3.  | 30. November 1999 | Sestriere            | PGS       | Nicolas Huet        | Stephen Copp        | Richard Richardsson |
| 4.  | 3. Dezember 1999  | Zell am See          | SBX       | Joni Vastamäki      | Pontus Ståhlkloo    | Romain Borrel       |
| 5.  | 4. Dezember 1999  | Zell am See          | PGS       | Charlie Cosnier     | Stefan Kaltschütz   | Jasey-Jay Anderson  |
| 6.  | 10. Dezember 1999 | Whistler             | GS        | Mathieu Bozzetto    | Stefan Kaltschütz   | Chris Klug          |
| 7.  | 11. Dezember 1999 | Whistler             | SBX       | Sylvain Duclos      | Guillaume Nantermod | Pontus Ståhlkloo    |
| 8.  | 12. Dezember 1999 | Whistler             | HP        | Markus Jonsson      | Anders Björk        | Rob Kingwill        |
| 9.  | 18. Dezember 1999 | Mont Sainte-Anne     | GS        | Mathieu Bozzetto    | Jasey-Jay Anderson  | Walter Feichter     |
| 10. | 19. Dezember 1999 | Mont Sainte-Anne     | HP        | Tomas Johansson     | Jari Vastamäki      | Aleksi Litovaara    |
| 11. | 8. Januar 2000    | Morzine              | SBX       | Sylvain Duclos      | Pontus Ståhlkloo    | Zeke Steggall       |
| 12. | 9. Januar 2000    | Morzine              | PSL       | Mathieu Bozzetto    | Dieter Krassnig     | Richard Richardsson |
| 13. | 14. Januar 2000   | Berchtesgaden        | PGS       | Chris Klug          | Stephen Copp        | Felix Stadler       |
| 14. | 15. Januar 2000   | Berchtesgaden        | HP        | Kentarō Miyawaki    | Ricky Bower         | Magnus Sterner      |
| 15. | 16. Januar 2000   | Berchtesgaden        | PSL       | Mathieu Bozzetto    | Felix Stadler       | Nicolas Huet        |
| 16. | 19. Januar 2000   | Gstaad               | GS        | Stephen Copp        | Felix Stadler       | Mathieu Bozzetto    |
| 17. | 20. Januar 2000   | Gstaad               | SBX       | Zeke Steggall       | Alexander Koller    | Thomas Ligonnet     |
| 18. | 22. Januar 2000   | Grächen              | HP        | Fredrik Sterner     | Magnus Sterner      | Tomas Johansson     |
| 19. | 26. Januar 2000   | Tandådalen           | PGS       | Mathieu Bozzetto    | Felix Stadler       | Nicolas Huet        |
| 20. | 27. Januar 2000   | Tandådalen           | PSL       | Mathieu Bozzetto    | Nicolas Huet        | Anton Pogue         |
| 21. | 28. Januar 2000   | Tandådalen           | HP        | Tomas Johansson     | Pasi Voho           | Anders Björk        |
| 22. | 29. Januar 2000   | Tandådalen           | HP        | Tommy Czeschin      | Tuomo Ojala         | Pasi Voho           |
| 23. | 4. Februar 2000   | Ischgl               | PSL       | Mathieu Bozzetto    | Dieter Krassnig     | Felix Stadler       |
| 24. | 5. Februar 2000   | Ischgl               | GS        | Mark Fawcett        | Stefan Kaltschütz   | Chris Klug          |
| 25. | 6. Februar 2000   | Ischgl               | SBX       | Guillaume Nantermod | John Fletcher       | Thomas Ligonnet     |
| 26. | 9. Februar 2000   | Madonna di Campiglio | SBX       | Zeke Steggall       | Simone Malusà       | Anton Pogue         |
| 27. | 18. Februar 2000  | Sapporo              | PGS       | Richard Richardsson | Elmar Messner       | Jasey-Jay Anderson  |
| 28. | 19. Februar 2000  | Sapporo              | HP        | Fredrik Sterner     | Tomas Johansson     | Pasi Voho           |
| 29. | 20. Februar 2000  | Sapporo              | SBX       | Pontus Ståhlkloo    | Guillaume Nantermod | Joni Vastamäki      |
| 30. | 26. Februar 2000  | Shiga                | GS        | Jasey-Jay Anderson  | Nicolas Huet        | Stefan Kaltschütz   |
| 31. | 27. Februar 2000  | Shiga                | HP        | Tomas Johansson     | Fredrik Sterner     | Pasi Voho           |
| 32. | 3. März 2000      | Park City            | SBX       | Jasey-Jay Anderson  | Mathieu Morency     | Pontus Ståhlkloo    |
| 33. | 4. März 2000      | Park City            | HP        | Tommy Czeschin      | Ross Powers         | Magnus Sterner      |
| 34. | 5. März 2000      | Park City            | GS        | Dieter Krassnig     | Markus Ebner        | Nicolas Huet        |
| 35. | 10. März 2000     | Innichen             | PSL       | Nicolas Huet        | Xavier Rolland      | Anton Pogue         |
| 36. | 11. März 2000     | Innichen             | HP        | Markus Jonsson      | Magnus Sterner      | Kentarō Miyawaki    |
| 37. | 12. März 2000     | Innichen             | SBX       | Pontus Ståhlkloo    | Zeke Steggall       | Alexander Koller    |
| 38. | 16. März 2000     | Livigno              | PSL       | Mathieu Bozzetto    | Richard Richardsson | Dejan Košir         |
| 39. | 17. März 2000     | Livigno              | SBX       | Guillaume Nantermod | Mathieu Chiquet     | Sebastien Frank     |
| 40. | 18. März 2000     | Livigno              | GS        | Nicolas Huet        | Mathieu Bozzetto    | Dieter Krassnig     |
| 41. | 18. März 2000     | Livigno              | HP        | Magnus Sterner      | Kevin Saumade       | Aleksi Litovaara    |

### Weltcupstände
| Rang | Name                | Punkte |
| ---- | ------------------- | ------ |
| 1.   | Mathieu Bozzetto    | 1309   |
| 2.   | Nicolas Huet        | 1034   |
| 3.   | Felix Stadler       | 891    |
| 4.   | Stefan Kaltschütz   | 811    |
| 5.   | Dieter Krassnig     | 779    |
| 6.   | Stephen Copp        | 736    |
| 7.   | Richard Richardsson | 683    |
| 8.   | Markus Ebner        | 677    |
| 9.   | Elmar Messner       | 666    |
| 10.  | Pontus Ståhlkloo    | 650    |

| Rang | Name               | Punkte |
| ---- | ------------------ | ------ |
| 1.   | Stefan Kaltschütz  | 4350   |
| 2.   | Mathieu Bozzetto   | 3836   |
| 3.   | Nicolas Huet       | 3360   |
| 4.   | Felix Stadler      | 2980   |
| 5.   | Dieter Krassnig    | 2895   |
| 6.   | Markus Ebner       | 2800   |
| 7.   | Jasey-Jay Anderson | 2677   |
| 8.   | Walter Feichter    | 2596   |
| 9.   | Chris Klug         | 2520   |
| 10.  | Elmar Messner      | 2330   |

| Rang | Name                | Punkte |
| ---- | ------------------- | ------ |
| 1.   | Mathieu Bozzetto    | 7610   |
| 2.   | Nicolas Huet        | 5540   |
| 3.   | Felix Stadler       | 4650   |
| 4.   | Richard Richardsson | 4610   |
| 5.   | Stephen Copp        | 4120   |
| 6.   | Dieter Krassnig     | 3650   |
| 7.   | Elmar Messner       | 3330   |
| 8.   | Werner Ebenbauer    | 3037   |
| 9.   | Mathias Behounek    | 3000   |
| 10.  | Markus Ebner        | 2770   |

| Rang | Name                | Punkte |
| ---- | ------------------- | ------ |
| 1.   | Mathieu Bozzetto    | 7610   |
| 2.   | Nicolas Huet        | 5540   |
| 3.   | Felix Stadler       | 4650   |
| 4.   | Richard Richardsson | 4610   |
| 5.   | Stephen Copp        | 4120   |
| 6.   | Dieter Krassnig     | 3650   |
| 7.   | Elmar Messner       | 3330   |
| 8.   | Werner Ebenbauer    | 3037   |
| 9.   | Mathias Behounek    | 3000   |
| 10.  | Markus Ebner        | 2770   |

| Rang | Name                | Punkte |
| ---- | ------------------- | ------ |
| 1.   | Pontus Ståhlkloo    | 5850   |
| 2.   | Guillaume Nantermod | 5230   |
| 3.   | Zeke Steggall       | 5060   |
| 4.   | Joni Vastamäki      | 3660   |
| 5.   | Mathieu Morency     | 3140   |
| 6.   | Alexander Koller    | 2850   |
| 7.   | Sylvain Duclos      | 2495   |
| 8.   | Thomas Ligonnet     | 2020   |
| 9.   | Sebastien Frank     | 2001   |
| 10.  | Markus Ebner        | 1908   |

| Rang | Name             | Punkte |
| ---- | ---------------- | ------ |
| 1.   | Tomas Johansson  | 5770   |
| 2.   | Magnus Sterner   | 5070   |
| 3.   | Fredrik Sterner  | 4571   |
| 4.   | Pasi Voho        | 3860   |
| 5.   | Markus Jonsson   | 3780   |
| 6.   | Aleksi Litovaara | 3530   |
| 7.   | Kevin Saumade    | 3460   |
| 8.   | Tommy Czeschin   | 3290   |
| 9.   | Zach Horwitz     | 3270   |
| 10.  | Kentarō Miyawaki | 2950   |

## Frauen

### Podestplätze
| Nr. | Datum             | Austragungsort       | Disziplin | Sieger             | Zweiter            | Dritter             |
| --- | ----------------- | -------------------- | --------- | ------------------ | ------------------ | ------------------- |
| 1.  | 27. November 1999 | Tignes               | GS        | Margherita Parini  | Åsa Windahl        | Karine Ruby         |
| 2.  | 28. November 1999 | Tignes               | HP        | Tricia Byrnes      | Sabine Wehr-Hasler | Anna Hellman        |
| 3.  | 30. November 1999 | Sestriere            | PGS       | Isabelle Blanc     | Rosey Fletcher     | Sondra van Ert      |
| 4.  | 3. Dezember 1999  | Zell am See          | SBX       | Marie Laissus      | Julie Pomagalski   | Alessandra Pescosta |
| 5.  | 4. Dezember 1999  | Zell am See          | PGS       | Margherita Parini  | Sandra Farmand     | Manuela Riegler     |
| 6.  | 10. Dezember 1999 | Whistler             | GS        | Åsa Windahl        | Birgit Herbert     | Manuela Riegler     |
| 7.  | 11. Dezember 1999 | Whistler             | SBX       | Maëlle Ricker      | Sandra Farmand     | Juliane Bray        |
| 8.  | 12. Dezember 1999 | Whistler             | HP        | Maëlle Ricker      | Shannon Dunn       | Kim Stacey          |
| 9.  | 18. Dezember 1999 | Mont Sainte-Anne     | GS        | Rosey Fletcher     | Sondra van Ert     | Karine Ruby         |
| 10. | 19. Dezember 1999 | Mont Sainte-Anne     | HP        | Anna Hellman       | Yuri Yoshikawa     | Kim Stacey          |
| 11. | 8. Januar 2000    | Morzine              | SBX       | Ursula Fingerlos   | Marie Laissus      | Alessandra Pescosta |
| 12. | 9. Januar 2000    | Morzine              | PSL       | Isabelle Blanc     | Marion Posch       | Heidi Renoth        |
| 13. | 14. Januar 2000   | Berchtesgaden        | PGS       | Sondra van Ert     | Manuela Riegler    | Marion Posch        |
| 14. | 15. Januar 2000   | Berchtesgaden        | HP        | Sabine Wehr-Hasler | Anna Olofsson      | Anna Hellman        |
| 15. | 16. Januar 2000   | Berchtesgaden        | PSL       | Isabelle Blanc     | Karine Ruby        | Nina Schlegel       |
| 16. | 19. Januar 2000   | Gstaad               | GS        | Sondra van Ert     | Karine Ruby        | Sandra Farmand      |
| 17. | 20. Januar 2000   | Gstaad               | SBX       | Carmen Ranigler    | Manuela Riegler    | Marie Laissus       |
| 18. | 22. Januar 2000   | Grächen              | HP        | Anna Hellman       | Anna Olofsson      | Sabine Wehr-Hasler  |
| 19. | 26. Januar 2000   | Tandådalen           | PGS       | Ursula Fingerlos   | Isabelle Blanc     | Manuela Riegler     |
| 20. | 27. Januar 2000   | Tandådalen           | PSL       | Manuela Riegler    | Rosey Fletcher     | Isabelle Blanc      |
| 21. | 28. Januar 2000   | Tandådalen           | HP        | Tricia Byrnes      | Anna Olofsson      | Michiyo Hashimoto   |
| 22. | 29. Januar 2000   | Tandådalen           | HP        | Tricia Byrnes      | Anna Hellman       | Sabine Wehr-Hasler  |
| 23. | 4. Februar 2000   | Ischgl               | PSL       | Manuela Riegler    | Sandra Farmand     | Karine Ruby         |
| 24. | 5. Februar 2000   | Ischgl               | GS        | Manuela Riegler    | Margherita Parini  | Isabel Zedlacher    |
| 25. | 6. Februar 2000   | Ischgl               | SBX       | Ursula Fingerlos   | Julie Pomagalski   | Aurélie Tible       |
| 26. | 9. Februar 2000   | Madonna di Campiglio | SBX       | Sandra Farmand     | Marjorie Rey       | Manuela Riegler     |
| 27. | 18. Februar 2000  | Sapporo              | PGS       | Ursula Fingerlos   | Carmen Ranigler    | Manuela Riegler     |
| 28. | 19. Februar 2000  | Sapporo              | HP        | Yoko Miyake        | Sabine Wehr-Hasler | Anna Hellman        |
| 29. | 20. Februar 2000  | Sapporo              | SBX       | Karine Ruby        | Carmen Ranigler    | Marie Laissus       |
| 30. | 26. Februar 2000  | Shiga                | GS        | Margherita Parini  | Isabelle Blanc     | Manuela Riegler     |
| 31. | 27. Februar 2000  | Shiga                | HP        | Tricia Byrnes      | Sabine Wehr-Hasler | Anna Hellman        |
| 32. | 3. März 2000      | Park City            | SBX       | Sandra Farmand     | Manuela Riegler    | Carmen Ranigler     |
| 33. | 4. März 2000      | Park City            | HP        | Tricia Byrnes      | Kim Stacey         | Sabine Wehr-Hasler  |
| 34. | 5. März 2000      | Park City            | GS        | Margherita Parini  | Julie Pomagalski   | Heidi Renoth        |
| 35. | 10. März 2000     | Innichen             | PSL       | Rosey Fletcher     | Sara Fischer       | Jagna Marczułajtis  |
| 36. | 11. März 2000     | Innichen             | HP        | Kim Stacey         | Tricia Byrnes      | Sabine Wehr-Hasler  |
| 37. | 12. März 2000     | Innichen             | SBX       | Claudia Riegler    | Manuela Riegler    | Carmen Ranigler     |
| 38. | 16. März 2000     | Livigno              | PSL       | Karine Ruby        | Sara Fischer       | Isabelle Blanc      |
| 39. | 17. März 2000     | Livigno              | SBX       | Karine Ruby        | Sandra Farmand     | Emmanuelle Duboc    |
| 40. | 18. März 2000     | Livigno              | GS        | Sara Fischer       | Isabelle Blanc     | Karine Ruby         |
| 41. | 18. März 2000     | Livigno              | HP        | Sabine Wehr-Hasler | Michiyo Hashimoto  | Anna Hellman        |

### Weltcupstände
| Rang | Name              | Punkte |
| ---- | ----------------- | ------ |
| 1.   | Manuela Riegler   | 1168   |
| 2.   | Isabelle Blanc    | 1076   |
| 3.   | Margherita Parini | 1037   |
| 4.   | Karine Ruby       | 1002   |
| 5.   | Sandra Farmand    | 939    |
| 6.   | Carmen Ranigler   | 854    |
| 7.   | Ursula Fingerlos  | 829    |
| 8.   | Julie Pomagalski  | 815    |
| 9.   | Rosey Fletcher    | 810    |
| 10.  | Heidi Renoth      | 758    |

| Rang | Name              | Punkte |
| ---- | ----------------- | ------ |
| 1.   | Margherita Parini | 4610   |
| 2.   | Karine Ruby       | 3600   |
| 3.   | Manuela Riegler   | 3570   |
| 4.   | Åsa Windahl       | 3450   |
| 5.   | Sondra van Ert    | 3106   |
| 6.   | Isabelle Blanc    | 2880   |
| 7.   | Rosey Fletcher    | 2680   |
| 8.   | Heidi Renoth      | 2560   |
| 9.   | Sandra Farmand    | 2500   |
| 10.  | Julie Pomagalski  | 2390   |

| Rang | Name              | Punkte |
| ---- | ----------------- | ------ |
| 1.   | Isabelle Blanc    | 6650   |
| 2.   | Manuela Riegler   | 6160   |
| 3.   | Karine Ruby       | 4880   |
| 4.   | Rosey Fletcher    | 4270   |
| 5.   | Sara Fischer      | 4030   |
| 6.   | Heidi Renoth      | 3920   |
| 7.   | Margherita Parini | 3780   |
| 7.   | Claudia Riegler   | 3780   |
| 9.   | Sandra Farmand    | 3560   |
| 10.  | Ursula Fingerlos  | 3500   |

| Rang | Name              | Punkte |
| ---- | ----------------- | ------ |
| 1.   | Isabelle Blanc    | 6650   |
| 2.   | Manuela Riegler   | 6160   |
| 3.   | Karine Ruby       | 4880   |
| 4.   | Rosey Fletcher    | 4270   |
| 5.   | Sara Fischer      | 4030   |
| 6.   | Heidi Renoth      | 3920   |
| 7.   | Margherita Parini | 3780   |
| 7.   | Claudia Riegler   | 3780   |
| 9.   | Sandra Farmand    | 3560   |
| 10.  | Ursula Fingerlos  | 3500   |

| Rang | Name                | Punkte |
| ---- | ------------------- | ------ |
| 1.   | Sandra Farmand      | 5240   |
| 2.   | Carmen Ranigler     | 5220   |
| 3.   | Manuela Riegler     | 4970   |
| 4.   | Marie Laissus       | 4670   |
| 5.   | Ursula Fingerlos    | 4310   |
| 6.   | Julie Pomagalski    | 4260   |
| 7.   | Karine Ruby         | 2850   |
| 8.   | Claudia Riegler     | 2800   |
| 9.   | Aurélie Tible       | 2780   |
| 10.  | Alessandra Pescosta | 2610   |

| Rang | Name                | Punkte |
| ---- | ------------------- | ------ |
| 1.   | Sabine Wehr-Hasler  | 7650   |
| 2.   | Tricia Byrnes       | 6540   |
| 3.   | Anna Hellman        | 6470   |
| 4.   | Anna Olofsson       | 3840   |
| 5.   | Alessandra Pescosta | 3700   |
| 6.   | Michiyo Hashimoto   | 3560   |
| 7.   | Melanie Leando      | 3510   |
| 8.   | Kim Stacey          | 3500   |
| 9.   | Yuri Yoshikawa      | 3180   |
| 10.  | Sophia Bergdahl     | 3000   |